# Bocuse d'Or (кулінарний конкурс)
Bocuse d'Or (the Concours mondial de la cuisine, World Cooking Contest) - чемпіонат світу з кулінарії, що відбувається раз на два роки. Захід, названий на честь шеф-кухаря Пола Бокузе, відбувається протягом двох днів, наприкінці січня, у Ліоні, Франція, у Міжнародному готелі, виставці громадського харчування та торгівлі продуктами харчування SIRHA, і є одним із найпрестижніших кулінарних конкурсів у світі.
Подію часто називають Олімпійськими іграми у сфері кулінарії. Міжнародна виставка кулінарного мистецтва в Німеччині офіційно називається Кулінарною олімпіадою і проводиться як олімпіада, раз в чотири роки.

## Історія
На основі події, вперше організованої в 1983 році, коли Salon des Métiers de Bouche (Виставка та торговий ярмарок кулінарного сектору, пізніше перейменований в Salon international de la restauration de l'hôtellerie et de l'alimentation, SIRHA) відбувся в Ліоні як: "виставка, організована професіоналами для професіоналів". Пол Бокуз, призначений Почесним президентом виставки, задумав ідею кулінарного конкурсу, який відбудеться під час виставки, з приготуванням усіх страв. На той час вже існувало кілька конкурсів гастрономії, проте жоден з них не вели у прямому ефірі, а тому самого процесу кулінарії побачити не можна було, лише страви як результат.
Перший повноцінний Bocuse d'Or відбувся у січні 1987 р., перетворившись на один із найбільших і найскладніших ярмарків харчових продуктів та кулінарних мистецтв у світі.
Основний наплив аудиторії Bocuse d'Or склався в 1997 році.
У 1999 році, Франція вперше не виграла золото.
Франція, незмінна домашня команда, шість разів вигравала золото, тоді як Бельгія, Норвегія та Швеція постійно фінішували в одному з трьох найкращих місць.
Леа Лінстер з Люксембургу стала першою жінкою, яка перемогла в 1989 році, а Расмус Кофоед з Данії став першим багаторазовим призером із бронзою та сріблом у 2005 та 2007 роках, а в кінцевому підсумку золотою медаллю у 2011 році. До фінішування на другому місці в 2015 році та перемоги у змаганнях у 2017 році команда США не займала вище шостого місця, а до 2015 року, тоді вони вибороли друге місце і Філіп Тессьє та Скайлар Стовер увійшли в історію, ставши як першими американцями, які піднялися на подіум, так і першою неєвропейською командою, яка виграла срібло.

### Критика
У 2005 році іспанська делегація обрала інноваційну презентацію, натхненну мотивами Сальвадора Далі. Для рибного курсу - посудина для подачі у формі кришталевого яйця висотою один метр, що коштувала близько 1 млн. євро. Це було здійснено для досягнення гарного результату в змаганні. Однак іспанський кандидат фінішував майже останнім. Це викликало бурхливі реакції іспанської делегації, яка назвав журі старомодним і застарілим, а члени іспанських ЗМІ, які стверджували, що шовіністичне журі зневажало креативність іспанської кухні, і назвали Bocuse d'Or конкурсом "шведського стілу" та харчування.

## Нагороди
Шеф-кухар, який отримав найвищий загальний бал, нагороджується трофеєм Bocuse d'Or, з золотим зображенням Пола Бокузе у одязі кухаря, та отримує головний приз у розмірі 20 000 євро. Срібний медаліст Bocuse отримує 15 000 євро, а бронзовий медаліст Bocuse - 10 000 євро. Додаткові призи вручаються за найкращі рибні та м’ясні страви та за найкращу національну кулінарну ідентичність, найкращого учня та найкращі плакати.
| Рік  | Країна     | Переможець         |
| ---- | ---------- | ------------------ |
| 1987 | Франція    | Джекі Фреон        |
| 1989 | Люксембург | Леа Лінстер        |
| 1991 | Франція    | Мішель Рот         |
| 1993 | Норвегія   | Бент Стіансен      |
| 1995 | Франція    | Данія Єнс Пітер    |
| 1997 | Швеція     | Маттіас Далгрен    |
| 1999 | Норвегія   | Терє Несс          |
| 2001 | Франція    | Франсуа Адамскі    |
| 2003 | Норвегія   | Шарль Чесем        |
| 2005 | Франція    | Серж Вієйра        |
| 2007 | Франція    | Десвінь Данія      |
| 2009 | Норвегія   | Гір Скіе           |
| 2011 | Данія      | Расмус Кофоед      |
| 2013 | Франція    | Тібо Руггері       |
| 2015 | Норвегія   | Ержан Йоханнессен  |
| 2017 | США        | Метью Пітерс       |
| 2019 | Данія      | Кеннет Тофт-Хансен |